# (3240) Laocoonte
(3240) Laocoonte es un asteroide perteneciente a los asteroides troyanos de Júpiter descubierto por Eleanor Francis Helin y Schelte John Bus desde el observatorio del Monte Palomar, Estados Unidos, el 7 de noviembre de 1978.

## Designación y nombre
Laocoonte se designó inicialmente como 1978 VG6.
Posteriormente, en 1987, recibió su nombre de Laocoonte, un personaje de la mitología griega.

## Características orbitales
Laocoonte orbita a una distancia media de 5,24 ua del Sol, pudiendo alejarse hasta 5,903 ua y acercarse hasta 4,578 ua. Tiene una excentricidad de 0,1264 y una inclinación orbital de 2,333 grados. Emplea en completar una órbita alrededor del Sol 4381 días.

## Características físicas
La magnitud absoluta de Laocoonte es 10,1 y el periodo de rotación de 11,31 horas.